# IRON
IRON (також відомий як IRON Cluster та Lviv Tech Cluster) — український кластер оборонних технологій, створений у Львові 2023 року. Станом на 2025 рік об'єднує понад 70 підприємств у сфері робототехніки, БПЛА, радіозв'язку та інших військових технологій. 
2025 року аудит-консалтингова компанія Ernst & Young Ukraine відзначила IRON як один із технологічних інкубаторів, що грають ключову роль в екосистемі оборонних технологій України. 

## Історія
Кластер створений у 2023 році, аби підтримувати компанії у сфері оборонних технологій: надавати виробникам доступ до ресурсів, експертизи, тестування й інвестицій та допомагати вийти на ринок. Співзасновники — Володимир Чернюк та Юрій Ломіковський.
2023 року спільно з Львівською міською радою команда кластера реалізувала ваучерні програми фінансової підтримки для виробників — до 2 мільйонів гривень. Кластер проводив хакатони, присвячені подоланню наслідків блекаутів та розробці hardware-рішень для відновлення України. У 2024 році організували навчальну акселераційну програму IRON Acceleration — спільно з Українським католицьким університетом та Інститутом міста.

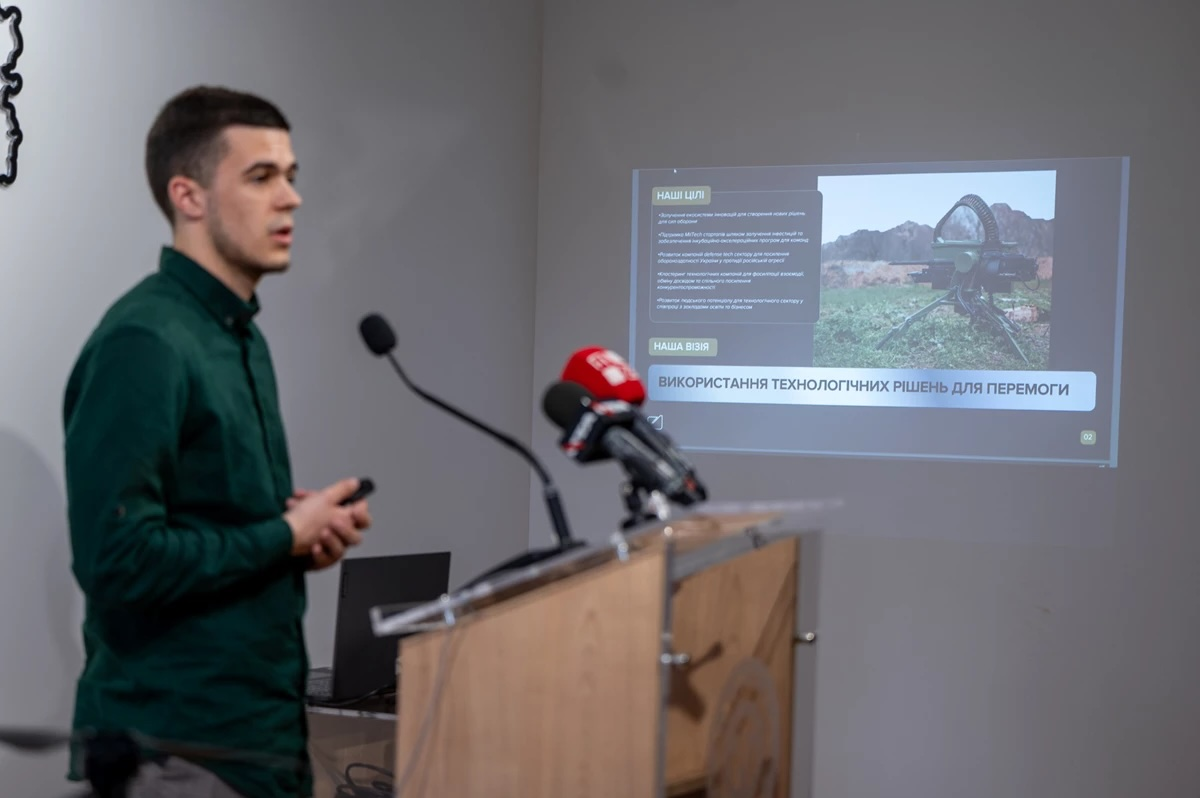
Володимир Чернюк, виконавчий директор IRON, на брифінгу спільно з Львівською обласною військовою адміністрацією, 3 квітня 2024

У листопаді 2024 року кластер підписав меморандум про співпрацю з Львівською міською радою. 1 травня 2025 року у Львові провели масштабну виставку роботизованих систем військового призначення, у якій взяли участь 35 компаній — учасниць кластера. 14 травня 2025 року кластер організував конференцію «Автономія дронів», присвячену поточному стану розвитку автономних систем у війні.
Станом на 2023 рік кластер об'єднував понад 30 компаній, на 2024-й — понад 60 компаній, а в 2025 році — вже понад 70. 2025 року аудит-консалтингова компанія Ernst & Young Ukraine відзначила IRON як один із технологічних інкубаторів, що грають ключову роль в екосистемі оборонних технологій України.

## Учасники
Станом на 2025 рік кластер об'єднує понад 70 підприємств у сфері робототехніки, БПЛА, радіозв'язку та інших військових технологій. Серед них — Farsight Vision, Roboneers, The Fourth Law, Twist Robotics та інші.